# دلع البنات (فلم)
دلع البنات هو فيلم مصري عرض عام 1969، بطولة فريد شوقي ونيللي، ومن إخراج حسن الصيفي.

## قصة الفيلم
تتعطل سيارة فكرية (نيللي) في الطريق بالقرب من منزل الموظف البسيط أنور (فريد شوقي) فتلجأ إليه لتبيت عنده فيوافق بعد إلحاح، في الوقت الذي كان ينتظر فيه زيارة من الباشكاتب الذي كان سيتزوج ابنته فتسبب له العديد من المشاكل معه. يعود إليها ليطلب منها أن تتدخل لإقناع الباشكاتب وإخباره بحقيقة الوضع لكن فكرية تعجب به ولكن والدها الباشا يبعدها عنه ويدعي لها أنه مهددٌ بالإفلاس.

## طاقم التمثيل
- فريد شوقي: (أنور أفندي)
- نيللي: (فكرية)
- يوسف وهبي: (الزعفراني باشا)
- محمود المليجي: (عزيز - الباشكاتب)
- توفيق الدقن: (جعفر أفندي - زميل أنور)
- نبيل الهجرسي: (ميمي)
- سامية رشدي: (أنيسة - زوجة عزيز)
- محمد شوقي: (سائق الباشا)
- إبراهيم سعفان: (المفتش)
- فيفي يوسف: (سيدة المعاش)
- عبد الغني النجدي: (سبع الليل - الغفير)
- حسن حسين: (مدكور أفندي - زميل أنور)
- الطوخي توفيق
- محمود لطفي: (زميل أنور)
- أحمد شوقي: (الطبيب)
- سناء يوسف
- حسان اليماني
- ليلى حسن
- علي عرابي

## فريق العمل
- إخراج: حسن الصيفي
- قصة: نجيب الريحاني، بديع خيري
- سيناريو وحوار: فريد شوقي، بهجت قمر
- مدير التصوير: وحيد فريد
- مونتاج: فكري رستم
- إنتاج: أفلام فريد شوقي
- توزيع داخلي: أفلام فريد شوقي
- توزيع خارجي: وكالة الجاعوني